# Heartbreak Ridge
Heartbreak Ridge, amerikansk film från 1986 av Clint Eastwood med Clint Eastwood m.fl.

## Handling
Sergeant Tom Highway (Clint Eastwood) är en gammal krigsveteran som får ta befälet över en trött och förslappad spaningspluton i USA:s marinkår. Highways ideal är lydnad och hård exercis. Något som inte plutonen gillar som är vana vid "sötebrödsdagar". Mot sig har han en tjockskallig major utan stridserfarenhet. När plutonen skickas för att strida på Grenada (baserat på USA:s invasion 1983) får både plutonens mannar och sergeanten visa vad de kan.

## Rollista (urval)
- Clint Eastwood - Tom  "Gunny" Highway
- Marsha Mason - Aggie
- Everett McGill - major Powers
- Moses Gunn - sergeant Webster
- Eileen Heckart - Little Mary
- Bo Svenson - Roy Jennings
- Boyd Gaines - löjtnant Ring
- Mario Van Peebles - Stitch